# Bösendorfer
Bösendorfer (L. Bösendorfer Klavierfabrik GmbH) é uma fabricante austríaca de pianos fundada em 1828 por Ignaz Bösendorfer, situada em Viena. Desde 2008, uma subsidiária da Yamaha. A empresa confecciona alguns de seus instrumentos musicais com extensão incomum de teclado - 92 ou 97 teclas no modelo de concerto -, em oposição ao teclado padrão de 88 teclas. É tida como a "Rolls-Royce dos pianos", em alusão ao refinamento e preço que põe tanto a montadora de automóveis como a fabricante de instrumentos em posição de destaque. Assim, faz-se concorrente direto de pianos como Steinway, Yamaha, entre outros.